# Victor Șelin

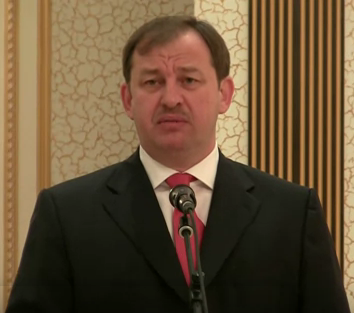
Victor Șelin în aprilie 2012

Victor Șelin (n. 19 august 1965, Rîșcani) este un om de afaceri, politician și fost jurnalist din Republica Moldova, președinte al Partidului Social Democrat.
El este patronul rețelei de cinematografe „Patria”, rețea care deține monopolul pe piața de cinema din Republica Moldova și care difuzează filmele exclusiv în limba rusă. De asemenea, printre alte afaceri pe care le care, el este proprietarul parcul de distracții „Aventura Parc”, unul din cele mai mari și mai cunoscute parcuri de distracții din Chișinău și întreaga țară. Conform VIP Magazin, Victor Șelin a fondat prima agenție de securitate particulară din Republica Moldova; și datorită acesteia, Moldova a fost prima țară din CSI care a avut o lege privind activitatea de detectiv.
Victor Șelin este absolvent al Facultății de Jurnalism a Universității de Stat din Moldova. A lucrat în calitate de redactor la „Teleradio-Moldova” până în 1989, când a părăsit jurnalismul, intrând în afaceri.
A rămas prezent în domeniul jurnalismului prin intermediul ziarului de limbă rusă „Vremea”, pe care îl patronează.
Între 2003 – 2009 nu a fost membrul nici unui partid.
La alegerile din 5 aprilie 2009, Victor Șelin a fost pe locul trei în lista Partidului Social Democrat, însă nu s-a regăsit în liste la alegerile repetate, la care PSD mergea deja în frunte cu ex-premierii Dumitru Braghiș și Vasile Tarlev.
Anterior a mai făcut parte din formația „Plai Natal” și Alianța „Moldova Noastră”, pe care a părăsit-o în 2004 după o ceartă publică cu Serafim Urechean.
Victor Șelin este căsătorit și are doi copii.